# Kantishna River
Der Kantishna River ist ein 174 Kilometer langer linker Nebenfluss des Tanana River in der Region Alaska Interior des US-Bundesstaats Alaska.

## Verlauf
Er entsteht nördlich der Alaskakette im Denali-Nationalpark aus dem Zusammenfluss von Birch Creek und McKinley River, fließt nordostwärts und mündet 52 Kilometer nordwestlich von Nenana im Tanana Valley State Forest in den Tanana River. Der Kantishna River gehört zum Flusssystem des Yukon River. Wichtigster Nebenfluss des Kantishna River ist der Toklat River von rechts.

## Name
Über die korrekte Bezeichnung der Ureinwohner Alaskas für den Fluss herrschte lange Ungewissheit. Leutnant J. S. Herron registrierte 1899 den Namen „Toclat“, war sich dabei aber der Namensgleichheit mit einem von Leutnant Henry Tureman Allen 1885 benannten anderen Fluss bewusst. Alfred Hulse Brooks vom United States Geological Survey (USGS) dokumentierte 1902 den Namen „Toklat“. Leutnant Gibbs kartierte 1902 und D. L. Reaburn vom USGS 1903 die Mündung des Flusses, den H. T. Allen 1885 nach Leutnant Thomas Buchanan Dugan benannt hatte. Gibbs registrierte den Namen „Cantishna“ und Reaburn „Kantishna“. Letztere Schreibweise wurde später zum offiziellen Namen. „Toklat River“ ist heute der Name eines Nebenflusses des Kantishna River.